# ARINC 429
ARINC 429 — стандарт на комп'ютерну шину для застосування в авіоніці. Розроблений фірмою ARINC. Стандарт описує основні функції та необхідні фізичні і електричні інтерфейси для цифрової інформаційної системи літака. Є домінуючою авіаційною шиною для більшості добре екіпірованих літаків.

## Технічний огляд
ARINC 429 є двопровідною шиною даних. З'єднувальні провідники — кручені пари. Розмір слова становить 32 біта, а більшість повідомлень складається з єдиного слова даних. Специфікація визначає електричні характеристики, характеристики обміну даними та протоколи. ARINC 429 використовує односпрямований стандарт шини даних (лінії передачі і прийому фізично розділені). Повідомлення передаються на одній з трьох швидкостей: 12,5, 50 або 100 Кбіт / сек. Передавач завжди активний, він або передає 32-бітові слова даних або видає «порожній» рівень. На шині допускається не більше 20 приймачів, і не більше одного передавача.